# Tympanophyllum maximum
Tympanophyllum maximum är en insektsart som först beskrevs av Rehn, J.A.G. 1906.  Tympanophyllum maximum ingår i släktet Tympanophyllum och familjen vårtbitare. Inga underarter finns listade i Catalogue of Life.